# Peter Higgs
Peter Ware Higgs FRS, FRSE, FKC (Newcastle upon Tyne, 29 de maio de 1929 – Edimburgo, 8 de abril de 2024) foi um físico teórico britânico e professor emérito da Universidade de Edimburgo. Foi laureado com o Nobel de Física de 2013, juntamente com François Englert, pela descoberta do mecanismo de Higgs.
Higgs ficou conhecido por sua proposta de 1960 de quebra da simetria na teoria “eletrofraca”, explicando a origem da massa das partículas elementares em geral e, em particular, dos bósons W e Z. O assim chamado mecanismo de Higgs teve vários inventores além de Higgs, e prevê a existência de uma nova partícula, o bóson de Higgs (muitas vezes descrita como "a mais procurada partícula na física moderna"). Identificado pelo CERN, o bosón de Higgs teve sua existência oficialmente anunciada para o mundo em 4 de julho de 2012. O mecanismo de Higgs é tido como um ingrediente importante no modelo padrão de partículas físicas, sem a qual as partículas não teriam massa.
Foi homenageado com uma série de prêmios em reconhecimento de seu trabalho, incluindo a Medalha Dirac pelas contribuições à física teórica do Instituto de Física em 1997, o Prêmio High Energy and Particle Physics pela Sociedade Europeia de Física em 1997, o Prêmio Wolf de Física em 2004 e o Nobel de Física de 2013.

## Sua história e educação
Nascido em Elswick, um distrito de Newcastle, Inglaterra. Seu pai trabalhava como engenheiro de som para a BBC, devido a isso e futuramente pela II Guerra Mundial, ele junto com a família se mudava constantemente, com isso Higgs perdeu os anos iniciais da escola e foi ensinado em casa. Higgs frequentou a Cotham Grammar School onde ele foi inspirado pelos trabalhos de um dos ex-alunos da escola, Paul Dirac.
Aos 17 anos Higgs entrou para a City of London School, onde se especializou em matemática, após foi para a King's College London, onde se graduou com honras como 1° da turma de física, em 1950. Um ano depois obteve um mestrado em ciências e começou a pesquisar. Em 1954 obteve um PhD, com a tese "Alguns Problemas na Teoria Molecular Ondulatória" (Some Problems in the Theory of Molecular Vibrations), trabalho que sinalizou o início de seu interesse ao longo da vida com as ideias sobre a simetria dos sistemas físicos.
Higgs assumiu a cadeira de Teoria Física na Universidade de Edimburgo em 1980. Em 1983 se tornou membro da Royal Society, e recebeu a Medalha e o Prémio Rutherford em 1984, se tornou membro do Instituto de Física em 1991. Higgs aposentou-se em 1996, tornando-se professor emérito na Universidade de Edimburgo.

## Carreira de pesquisa

### Trabalho em Física Teórica
Em Edimburgo, Higgs se interessou inicialmente em massa, desenvolvendo a ideia de que as partículas - não possuíam massa quando o Universo começou - adquirem massa uma fração de segundos depois como resultado da interação com o campo teórico (que ficou conhecido como campo de Higgs). Higgs postulou que este campo que permeia o espaço, dando a todas as partículas subatômicas elementares que interagem com ele as suas massas.
Enquanto o Campo de Higgs é postulado para gerar massa nos quarks e léptons, isto causa somente uma pequena porção da massa das outras partículas subatômicas, como prótons e nêutrons. Nessas partículas, os gluôns que ligam os quarks juntos, gerando a maior parte da massa na partícula.
A base original do trabalho de Higgs veio do japonês o teórico e ganhador do Prêmio Nobel Yoichiro Nambu da Universidade de Chicago. O Professor Nambu havia proposto uma teoria conhecida como quebra espontânea de simetria baseado no que acontece na supercondutividade em matéria condensada; entretanto, a teoria previa partículas sem massa (o teorema de Goldstone [Goldstone's theorem]). Em 1962, o teorema de Goldstone apresentou que em uma quebra espontânea de simetria em um campo relativístico resulta em um bóson sem massa de spin-zero, o que é excluído experimentalmente. No artigo publicado na Physics Letters em 15 de setembro de 1964, Petter Higgs mostrou que o bóson de Goldstone precisava não ocorrer quando uma quebra espontânea de simetria local na teoria relativística. Como alternativa, o modelo de Goldstone prevê uma terceira polarização do massivo vetor de campo. O outro modelo do escalar original paralelo mantém como uma partícula massiva de spin-zero - o bóson de Higgs.
Higgs escreveu um segundo artigo, descrevendo o que acabou sendo chamando de "modelo de Higgs" e enviou para a Physics Letters, mas foi rejeitado "sem relevância óbvia a física". Higgs revisou o artigo e enviou para a Physical Review Letters, onde foi aceito. Outros físicos, Robert Brout e François Englert e Gerald Guralnik, Carl Richard Hagen e Tom Kibble chegaram a conclusões similares por volta do mesmo tempo. Na versão publicada Higgs cita Brout e Englert.
Em 13 de dezembro de 2011, CERN reportou que em dois experimentos independentes no LHC (Large Hardron Collider) observaram-se "dicas tentadoras" da existência do bóson de Higgs. Em 4 de julho de 2012 o CERN anunciou que os experimentos no ATLAS e CMS observaram fortes indicativos da presença de uma nova partícula, que poderia ser o bóson de Higgs, com massa na região dos 125 gigaeletrovolts (GeV).

## Família
Peter Higgs teve dois filhos: Chris, uma cientista da computação, e Johnny, um músico de jazz.

## Morte
Higgs morreu no dia 8 de abri de 2024, aos 94 anos.